# Rage (gruppo musicale)
I Rage sono un gruppo musicale heavy metal tedesco fondato nel 1983 dall'attuale leader della band Peter "Peavy" Wagner.

## Storia del gruppo

### Gli Avenger
Nata nel 1983 col nome Avenger la band registra nello stesso anno un demo senza titolo di 2 tracce, il demo Faster Than Hell e l'anno seguente un altro demo senza titolo di 4 tracce. Sempre nel 1984 il gruppo pubblica il primo album, Prayers of Steel, uscito per Wishbone Records.
La formazione è composta da Peter Wagner a basso elettrico e voce, Jochen Schröder e Alf Meyerratken alle chitarre e Jörg Michael alla batteria. L'anno seguente viene pubblicato l'EP Depraved to Black, contenente tracce inedite e dal vivo, con Thomas Grüning al posto di Alf Meyerratken. Sempre nel 1985 viene registrato il demo di 5 tracce Demo '85.
Nel 1986 il nome viene cambiato in Furious Rage e nel definitivo Rage.

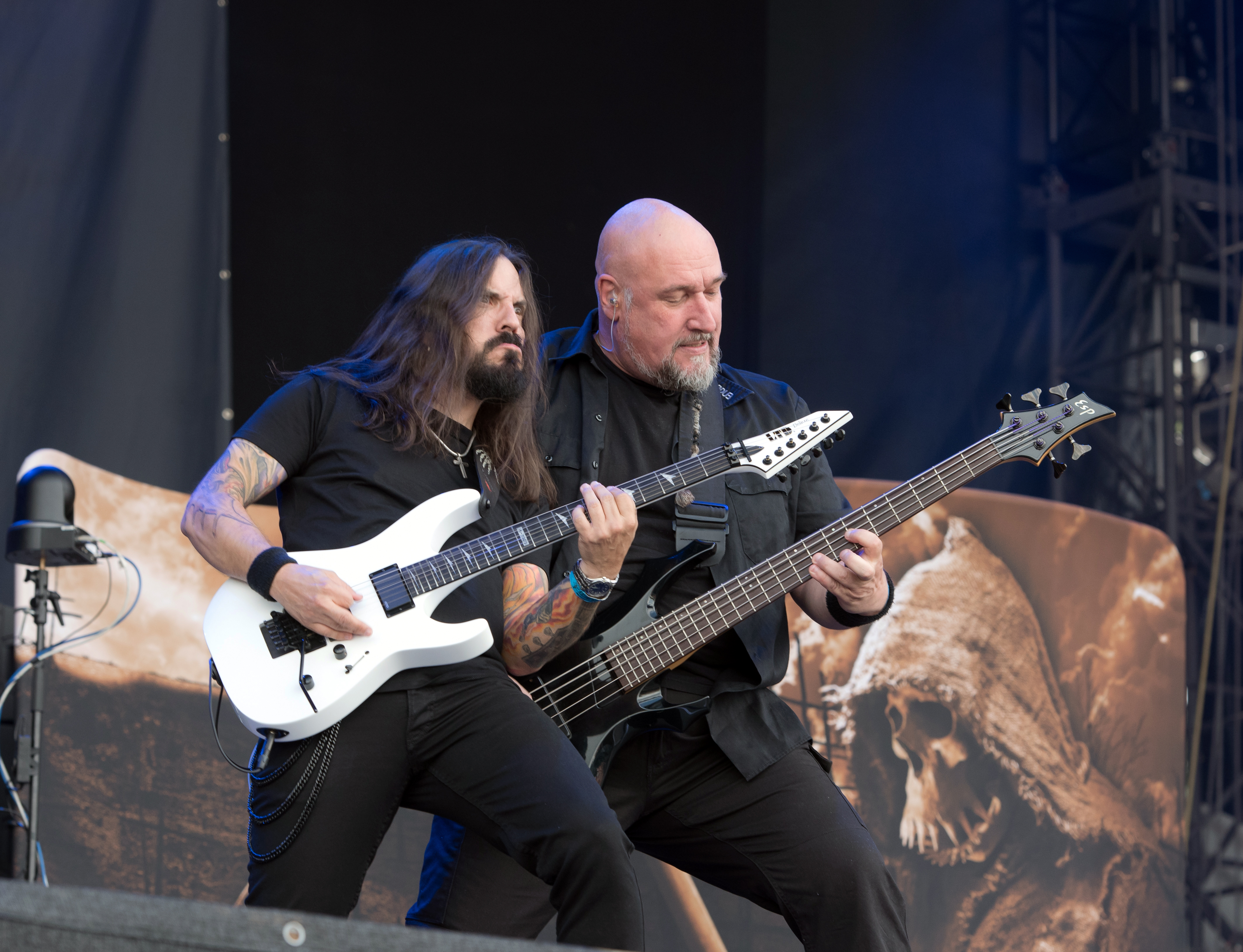
L'ex chitarrista Marcos Rodríguez e Peter Wagner, cantante e bassista del gruppo, al Wacken Open Air 2017

### I Rage
Sull'album Reign of Fear e il successivo Execution Guaranteed il gruppo, con l'importante contributo del batterista Jörg Michael, propone una forma di thrash metal molto veloce con suoni di chitarra taglienti come rasoi. La voce melodica e acutissima di Peter Wagner, ispirata dal compatriota Kai Hansen, contribuisce a dare quel tocco di melodia alle composizioni.
Su Perfect Man viene inaugurata la formazione a tre: Peter Wagner viene affiancato dal chitarrista Manni Schmidt e dal batterista di origini greche Chris Efthimiadis. Sulla copertina di questo disco esordisce per la prima volta la mascotte del gruppo, Soundchaser, una specie di alieno che ricorda molto la creatura della saga Alien.
Cambia anche il look della band e viene abbandonata la divisa del metallaro per antonomasia fatta di pelle nera e borchie per un abbigliamento molto più americano e "rock and roll": stivali da cowboy, bandane, spolverini lunghi di pelle invecchiata, occhiali a specchio.
La strada intrapresa viene percorsa anche nei successivi Secrets in a Weird World e Reflections of a Shadow. Passano gli anni e il trio vengono dati alla luce Trapped! e The Missing Link. Quest'ultimo segna la fine della triade Wagner/Schmidt/Efthmiadis. Con l'abbandono di Manni, Wagner tampona con l'inserimento di due chitarristi: il fratello di Chris Spiros e Sven Fisher. Con questa nuova formazione il gruppo pubblica Black in Mind.
Nel 1996 viene pubblicato l'album sinfonico Lingua Mortis, dove la band propone i suoi cavalli di battaglia assieme all'orchestra sinfonica di Praga. Sul successivo End of All Days la band ritorna sulla strada del precedente Black in Mind e parte una tournée con gli Stratovarius. Con il successivo XIII vengono rispolverate le collaborazioni con l'orchestra sinfonica, mentre su Ghosts la band addolcisce ulteriormente il proprio sound subendo una battuta d'arresto.

### L'arrivo di Victor Smolski e Mike Terrana
Nel 1999 la formazione è nuovamente rivoluzionata, diventata nuovamente un trio multinazionale formato dallo statunitense Mike Terrana alla batteria e il russo guitar hero Victor Smolski, e, nel 2001, registra Welcome to the Other Side.
L'anno successivo viene pubblicato Unity, dal quale verrà estratto il singolo Down seguito da un videoclip, e nel 2004 il concept-album Soundchaser, disco molto aggressivo.
Seguirà poi un disco celebrativo dei 20 anni della band, From the Cradle to the Stage, registrato dal vivo e pubblicato come DVD con molti bonus extra.
Forti di un fortunato anno e di un tour che ebbe maggior successo, a spalla di Primal Fear e Helloween i tre entrano in studio per le registrazioni del nuovo album.
Nel 2006 vede la luce il disco Speak of the Dead, sul quale compare una lunga suite da oltre venti minuti suonata con la Lingua Mortis Orchestra. Il disco accoglie ottimi pareri dalla stampa del settore in tutto il mondo e viene seguito da un nuovo tour durante il quale si registrano numerosi "tutto esaurito". Il culmine di questa lunga peregrinazione per tutto il mondo è la registrazione del concerto in San Pietroburgo, pubblicato poi sia come CD che DVD.
Dopo il tour mondiale il batterista Mike Terrana decide di lasciare il gruppo per dedicarsi ad altri progetti e per "divergenze musicali" e viene sostituito da André Hilgers. A febbraio esce Carved in Stone, disco più heavy metal e immediato dei precedenti.
Il diciannovesimo album in studio dei Rage, Strings to a Web, prodotto da Charlie Bauerfeind, è uscito il 5 febbraio 2010 sotto Nuclear Blast e contiene Empty Hollow, una traccia-suite orchestrale di 16 minuti divisa in 5 parti, simile alla Suite Lingua Mortis, contenuta nell'album Speak of the Dead.
Il disco è uscito anche in edizione speciale contenente un DVD con l'esibizione al Wacken Open Air 2009 e altro materiale.

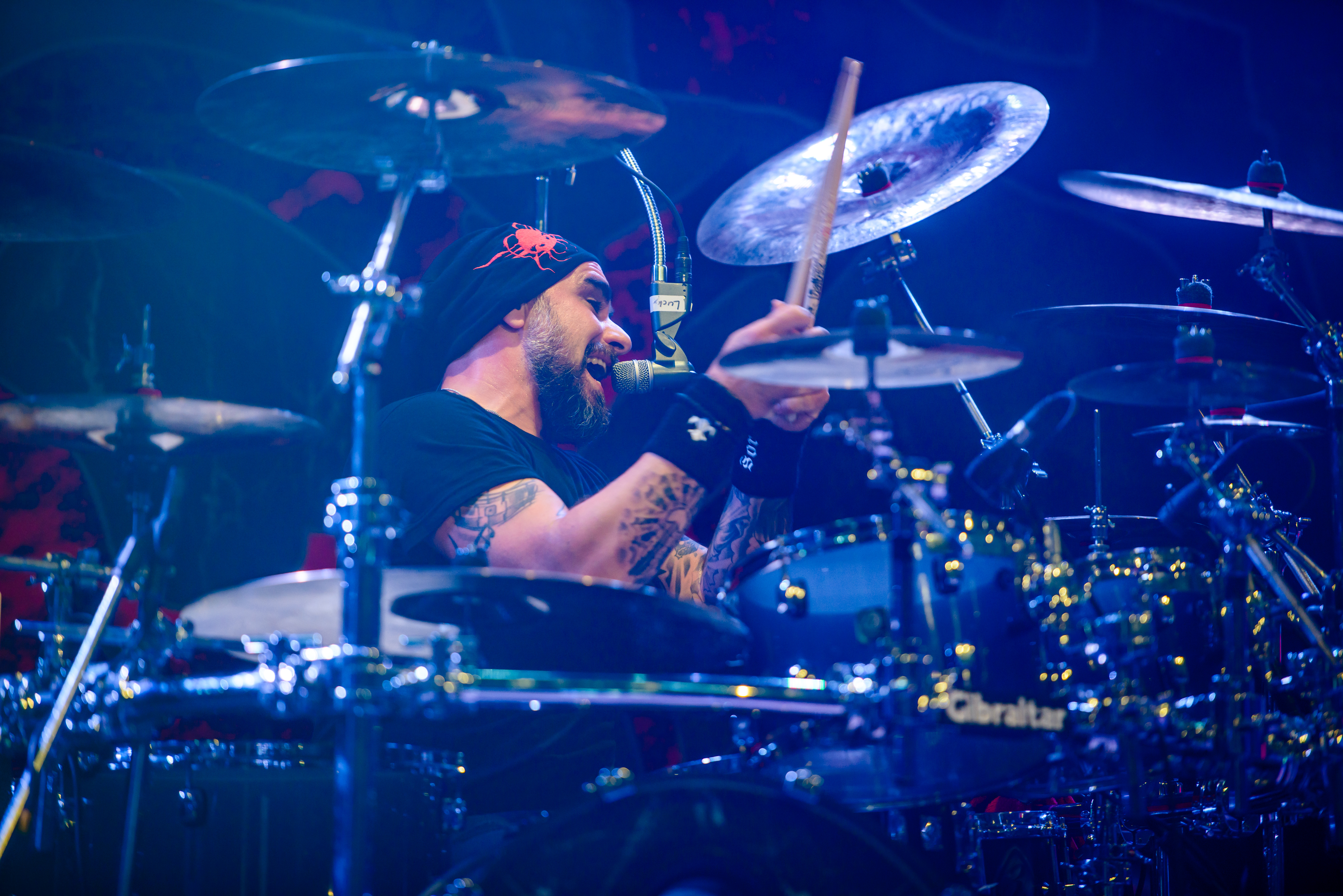
Il batterista Vassilios Maniatopoulos al Dong Open Air 2016

Il 15 gennaio è uscito il singolo Into the Light/Purified.
Il 18 agosto 2010 la band ha preso parte alla "Nuclear Blast Label Night" dell'edizione 2010 del Summer Breeze Open Air in Germania.
Il 22 gennaio sono stati resi disponibili all'ascolto degli estratti audio da tutte le tracce presenti in Strings to a Web.
I Rage hanno accompagnato i Gamma Ray durante le date giapponesi di aprile del loro tour.

### Eventi recenti
Nel giugno del 2015 Peavy annuncia un nuovo cambio di formazione che segna la conclusione della lunga e proficua collaborazione con Victor Smolski, così come l'uscita di scena di André Hilgers.
La chitarra viene imbracciata dal venezuelano Marcos Rodriguez, mentre alla batteria si insedia Vassilios "Lucky" Maniatopoulos, già allievo e tecnico dell'ex Christos Efthimiadis.

## Formazione

### Formazione attuale
- Peter Wagner - voce, basso

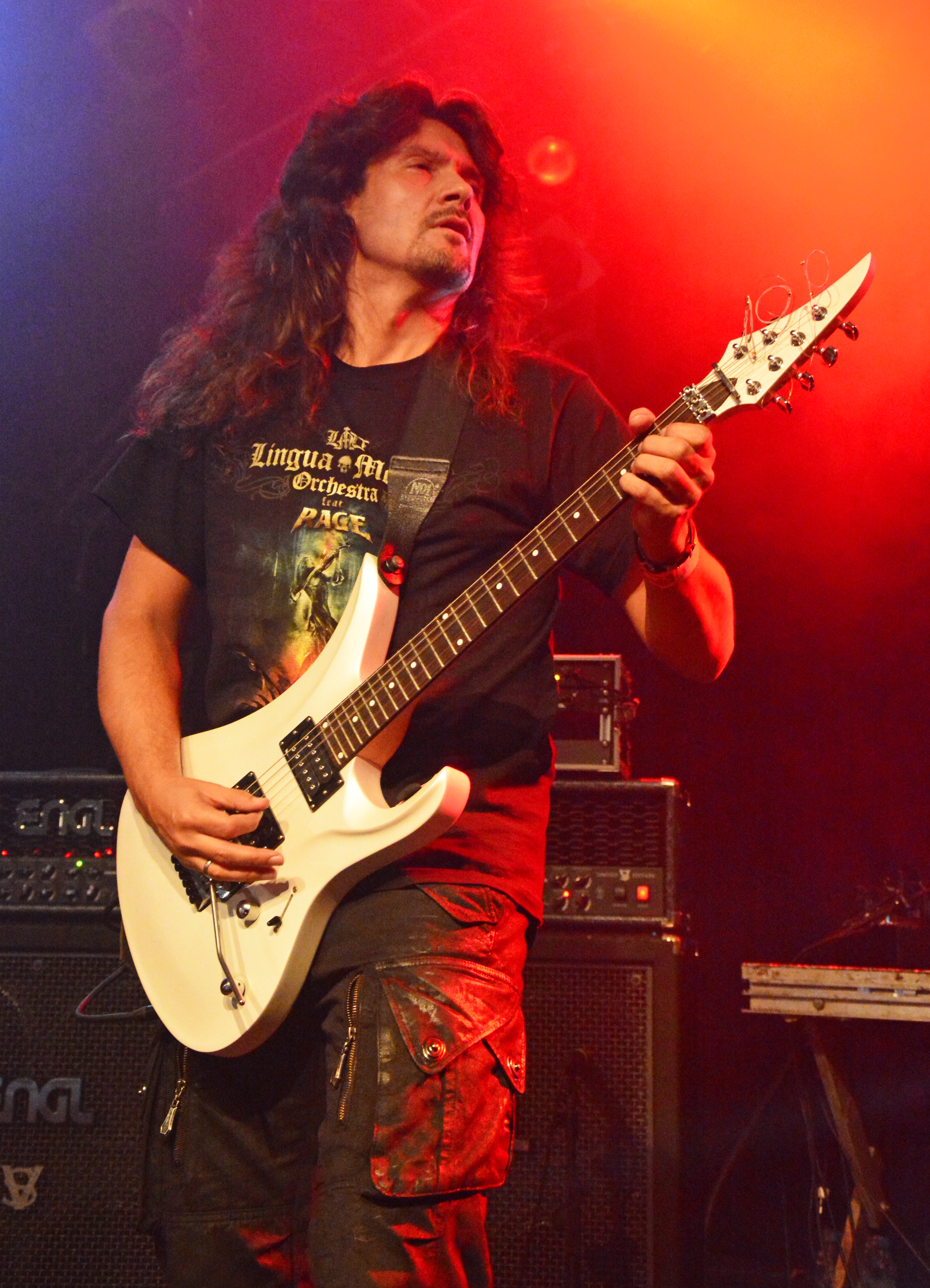
L'ex chitarrista Victor Smolski all'Hamburg Metal Dayz 2013

- Vassilios "Lucky" Maniatopoulos – Batteria, backing vocals (2015–presente)
- Jean Bormann – chitarre (2020–presente)
- Stefan Weber – chitarre (2020–presente; in pausa dal 2023)

### Ex componenti

#### Chitarristi
- - Jochen Schroeder (1984–1987, morto nel 2021)
  - Alf Meyerratken (1984)
  - Thomas Grüning (1985–1986)
  - Rudy Graf (1986–1987)
  - Manni Schmidt (1987–1994)
  - Sven Fischer (1993–1999)
  - Spiros Efthimiadis (1994–1999)
  - Victor Smolski (1999–2015)
  - Marcos Rodriguez (2015–2020)

#### Batteristi
- Jörg Michael (1986 - 1987)
- Chris Efthimiadis (1987 - 1999)
- Mike Terrana (1999 - 2006)
- André Hilgers (2007 -2015)

## Discografia

### Album in studio
- 1985 - Prayers of Steel (come Avenger)
- 1986 - Reign of Fear
- 1987 - Execution Guaranteed
- 1988 - Perfect Man
- 1989 - Secrets in a Weird World
- 1990 - Reflections of a Shadow
- 1992 - Trapped!
- 1993 - The Missing Link
- 1995 - Black in Mind
- 1996 - Lingua Mortis (rivisitazioni orchestrali)
- 1996 - End of All Days
- 1998 - XIII
- 1999 - Ghosts
- 2001 - Welcome to the Other Side
- 2002 - Unity
- 2003 - Soundchaser
- 2006 - Speak of the Dead
- 2008 - Carved in Stone
- 2010 - Strings to a Web
- 2012 - 21
- 2016 - The Devil Strikes Again
- 2017 - Seasons of the Black
- 2020 - Wings of Rage
- 2021 - Resurrection Day
- 2024 - Afterlifelines

### Compilation
- 1994 - 10 Years in Rage

### Album dal vivo
- 2004 - From the Cradle to the Stage

### Lingua Mortis Orchestra
- 2013 - LMO

### EP
- 1985 - Depraved to Black (come Avenger)
- 1991 - Extended Power
- 1992 - Beyond the Wall
- 1993 - Refuge
- 1997 - Higher Than the Sky
- 1997 - Live from the Vault
- 1998 - In Vain "Rage in Acoustic"
- 1998 - In Vain
- 2009 - Gib Dich Nie Auf/Never Give Up
- 2016 - My Way
- 2022 - Spreading the Plague

### Raccolte
- 1998 - The Best From the Noise Years
- 2001 - Best of Rage - All G.U.N. Years
- 2015 - The Soundchaser Archives: 30th Anniversary

### Split
- 1993 - Power of Metal (split con Gamma Ray, Helicon e Conception)

### Box-set
- 2002 - The Classic Collection
- 2017 - The Early Years - From Avenger to Rage

### Singoli
- 1989 - Invisible Horizons
- 1993 - The Missing Link
- 1995 - The Crawling Chaos
- 1998 - From the Cradle to the Grave
- 2010 - Into the Light/Purified

## Videografia
- 1994 - The Video Link
- 2001 - Metal Meets Classic Live
- 2004 - From the Cradle to the Stage
- 2007 - Full Moon in St. Petersburg